# 나이트비치
《나이트비치》(영어: Nightbitch)는 2024년 개봉한 미국의 코미디 공포 영화이다. 머리엘 헬러가 감독과 각본을 맡았으며, 레이철 요더의 동명 소설이 영화의 원작이다.

## 출연
- 에이미 애덤스 : 엄마 역
- 스쿠트 맥네리 : 남편 역
- 엘라 토머스
- 개릿 C. 필립스
- 메리 홀랜드 : 미리암 역
- 조이 차오 : 젠 역
- 제시카 하퍼 : 노마 역